# Librairie Giovanni's Room
Giovanni's Room Bookstore (libraire La Chambre de Giovanni en français) est une librairie LGBT+ de Philadelphie. Elle est connue pour être la plus ancienne librairie gay encore en activité aux États-Unis. Elle est identifiée comme le « centre gay de Philly ». Fondée en 1973, la librairie Giovanni's Room porte le nom du roman de James Baldwin, Giovanni's Room.
Philly AIDS Thrift a repris le magasin après la retraite du propriétaire en 2014 et la librairie s'appelle maintenant Philly AIDS Thrift à Giovanni's Room, également connue sous le nom de PAT @ Giovanni's Room.

## Localisation
La librairie Giovanni's Room est localisée au 345 South 12th Street, à l'angle de Pince Street, dans le quartier gay de Philadelphie depuis 1979. Le bâtiment principal a été construit en 1820 alors que le second dans lequel elle a été étendue plusieurs années après son ouverture, date des années 1880.

## Histoire

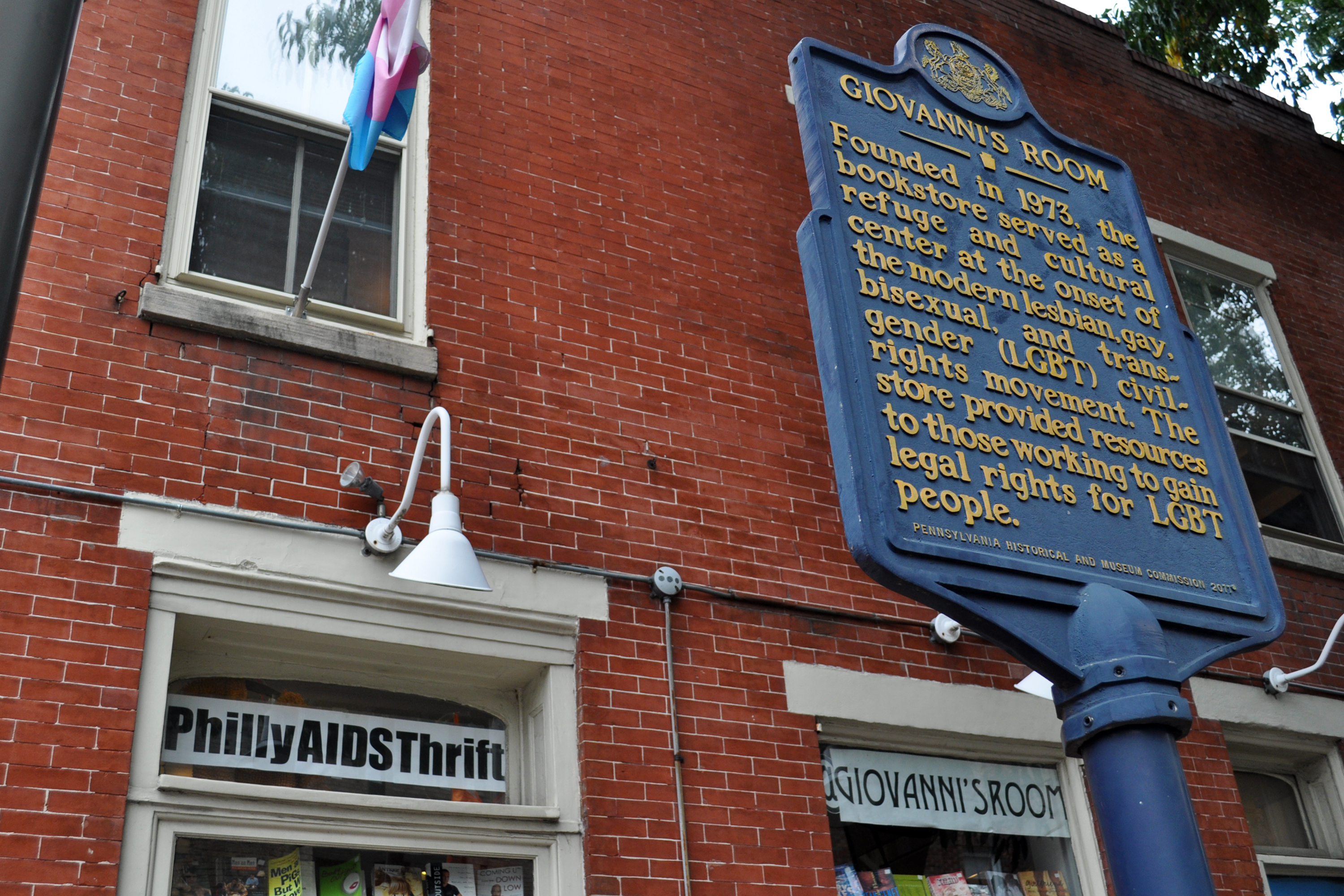
Panneau présentant l'historique de la Librairie Giovanni's Room

En 1973, trois membres de la Gay Activist Alliance (GAA), Bern Boyle, Dan Sherbo et Tom Wilson Weinberg, ont ouvert la librairie Giovanni's Room au 232 South Street, en référence roman de James Baldwin, Giovanni's Room,.
Le magasin s'est fait fermer peu de temps après à cause d'un propriétaire homophobe mais a été repris en 1974 par l'activiste lesbienne Pat Hill.
En 1976, Ed Hermance et Arleen Oshan la rachètent et la déplacent au 1426 Spruce Street, puis à son emplacement final, à l'angle de South 2 Street et Pine Street en 1979. Arleen Olshan se retire de l'affaire en 1984.
La Pennsylvania Historical and Museum Commission installe le 15 octobre 2011 un panneau pour commémorer l'emplacement de Giovanni's Room, la première librairie LGBT+ du pays toujours en activité, connue comme le « centre gay de Philly »,,.
En avril 2014, Ed Hermance, propriétaire depuis 38 ans annonce qu'il souhaite prendre sa retraite. Il ferme le magasin le 17 mai 2014,. Peu de temps après, il conclut un accord avec Philly AIDS Thrift qui rouvre la librairie à l'automne suivante,.